# Machida Kōki
Machida Kōki (町田 浩樹 (Đinh-Điền Hạo-Thụ) sinh ngày 25 tháng 8 năm 1997 ở Ibaraki) là một cầu thủ bóng đá người Nhật Bản thi đấu cho Union Saint-Gilloise ở giải VĐQG Bỉ theo dạng cho mượn từ Kashima Antlers.

## Sự nghiệp
Machida Koki gia nhập câu lạc bộ tại J1 League; Kashima Antlers năm 2016. Ngày 25 tháng 5, anh ra mắt ở J.League Cup (v Júbilo Iwata).

## Thống kê câu lạc bộ
Cập nhật đến ngày 23 tháng 2 năm 2018.
| Thành tích câu lạc bộ | Thành tích câu lạc bộ | Thành tích câu lạc bộ | Giải vô địch | Giải vô địch | Cúp                   | Cúp                   | Cúp Liên đoàn | Cúp Liên đoàn | Châu lục | Châu lục  | Tổng cộng | Tổng cộng |
| Mùa giải              | Câu lạc bộ            | Giải vô địch          | Số trận      | Bàn thắng    | Số trận               | Bàn thắng             | Số trận       | Bàn thắng     | Số trận  | Bàn thắng | Số trận   | Bàn thắng |
| Nhật Bản              | Nhật Bản              | Nhật Bản              | Giải vô địch | Giải vô địch | Cúp Hoàng đế Nhật Bản | Cúp Hoàng đế Nhật Bản | J.League Cup  | J.League Cup  | AFC      | AFC       | Tổng cộng | Tổng cộng |
| --------------------- | --------------------- | --------------------- | ------------ | ------------ | --------------------- | --------------------- | ------------- | ------------- | -------- | --------- | --------- | --------- |
| 2016                  | Kashima Antlers       | J1 League             | 0            | 0            | 0                     | 0                     | 2             | 0             | –        | –         | 2         | 0         |
| 2017                  | Kashima Antlers       | J1 League             | 2            | 0            | 0                     | 0                     | 0             | 0             | 0        | 0         | 2         | 0         |
| Tổng cộng sự nghiệp   | Tổng cộng sự nghiệp   | Tổng cộng sự nghiệp   | 2            | 0            | 0                     | 0                     | 2             | 0             | 0        | 0         | 4         | 0         |